# Zeugnomyia gracilis
Zeugnomyia gracilis är en tvåvingeart som beskrevs av George Frederick Leicester 1908. Zeugnomyia gracilis ingår i släktet Zeugnomyia och familjen stickmyggor. Inga underarter finns listade i Catalogue of Life.